# Piotr Gawron
Piotr Gawron (ur. 21 stycznia 1943 w Bytomiu, zm. 11 stycznia 2023 w Warszawie) – polski rzeźbiarz, pedagog ASP w Warszawie.

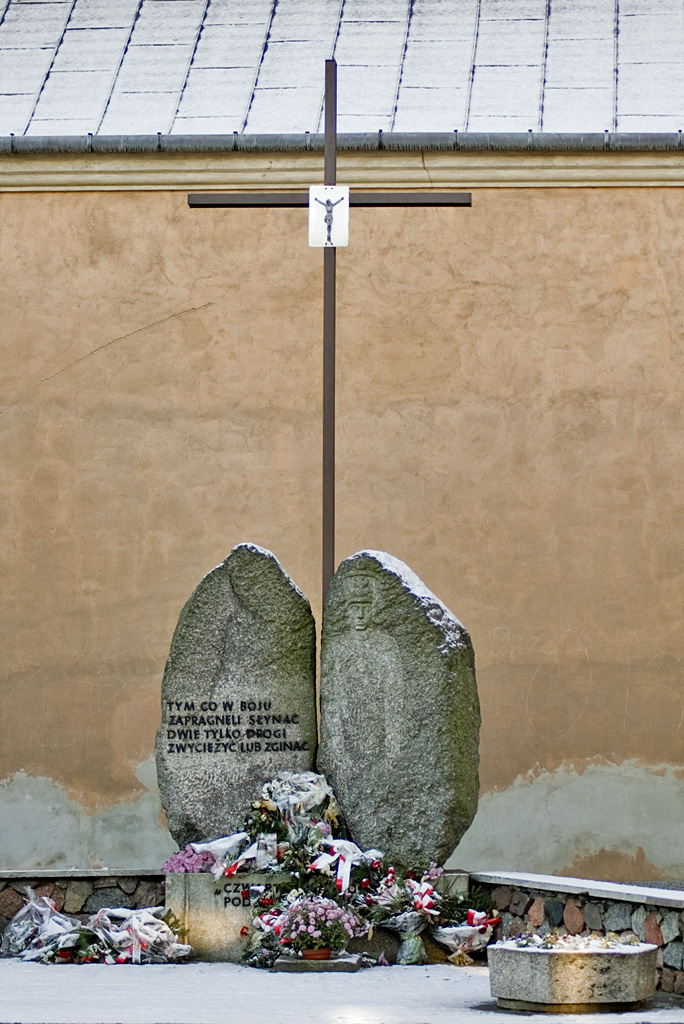
Pomnik Czwartaków w Ostrołęce

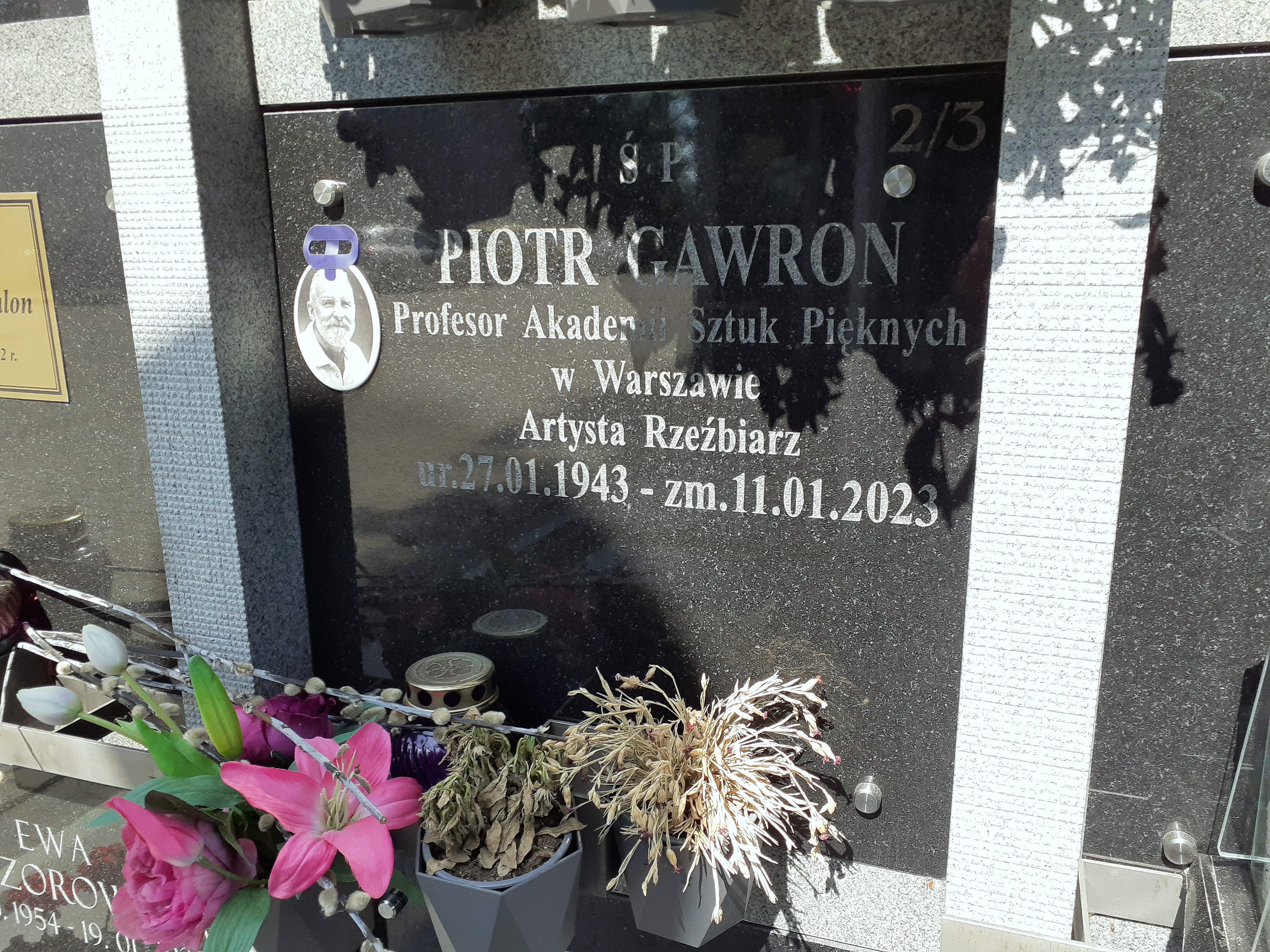
Miejsce pochówku

## Życiorys
W 1966 ukończył Państwowe Liceum Technik Plastycznych w Zakopanem. W latach 1966–1972 studiował na Wydziale Rzeźby Akademii Sztuk Pięknych w Warszawie, w pracowniach Zofii Demkowskiej i Tadeusza Łodziany. Po uzyskaniu dyplomu od 1973 roku był pedagogiem na Wydziale Rzeźby. Od 1978 roku należał do PZPR. W 1994 roku uzyskał tytuł naukowy profesora. Od roku 2002 prowadził pracownię rzeźby. Jego działalność artystyczna koncentrowała się na rzeźbie kameralnej, portretowej i medalierstwie. Mieszkał na Saskiej Kępie w Warszawie.
Został pochowany na Cmentarzu Wojskowym na Powązkach w Warszawie.

## Wybrane wystawy indywidualne
- Mała Galeria, Nowy Sącz (2004)
- Galeria Zapiecek, Warszawa (2004)

## Nagrody
- V Festiwal Stuk Pięknych, Warszawa '73 – Złoty Medal
- IV Biennale „Sport w Sztuce” – Barcelona – II nagroda
- I Triennale Rzeźby Portretowej, Sopot '86 – Srebrny Medal
- VI Biennale Małych Form, Poznań '86 – Złoty Medal
- I Międzynarodowe Biennale Medalierstwa Unikatowego, Warszawa '88 – I nagroda
- VII Biennale Małych Form, Poznań '89 – Grand Prix.
- Złoty Medal „Zasłużony Kulturze Gloria Artis” (2015)[5]

## Realizacje
- Pomnik Czwartaków, Ostrołęka (1973)
- Medal „Zasłużony Kulturze Gloria Artis” (2004)[6]